# Gowrie (Iowa)
Gowrie es una ciudad ubicada en el condado de Webster en el estado estadounidense de Iowa. En el Censo de 2010 tenía una población de 1037 habitantes.. Tiene una población estimada, en 2019, de 923 habitantes.

## Geografía
Gowrie se encuentra ubicada en las coordenadas 42°16′40″N 94°17′23″O / 42.27778, -94.28972. Según la Oficina del Censo de los Estados Unidos, Gowrie tiene una superficie total de 3.75 km², de la cual 3.75 km² corresponden a tierra firme y (0%) 0 km² es agua.

## Demografía
Según el censo de 2010, había 1037 personas residiendo en Gowrie. La densidad de población era de 276,32 hab./km². De los 1037 habitantes, Gowrie estaba compuesto por el 97.69% blancos, el 0.96% eran afroamericanos, el 0.1% eran amerindios, el 0.19% eran asiáticos, el 0% eran isleños del Pacífico, el 0% eran de otras razas y el 1.06% pertenecían a dos o más razas. Del total de la población el 1.64% eran hispanos o latinos de cualquier raza.